# Чарли и фантастическая четвёрка
«Чарли и фантастическая четвёрка» (англ. Heroes of the Golden Mask) — китайско-канадский анимационный фильм 2023 года режиссёра Шона Патрика О’Рейли. Экранизация романа Джона Уилсона «Я» (2018). Последняя роль Кристофера Пламмера.

## Сюжет
Чарли (Кифер О'Рейли), умный и ловкий бездомный американский сирота, волшебным образом переносится в древнее китайское королевство Саньсиндуй, где красочная команда супергероев нуждается в его помощи, чтобы защитить город от жестокого завоевателя. Чарли присоединяется к героям и тайно замышляет украсть бесценные золотые маски, которые наделяют их силой.

## Роли озвучивали
- Кифер О’Рейли — Чарли
- Рон Перлман — Кун-Йи[5]
- Пэттон Освальт — Эзоп[5]
- Кристофер Пламмер  — Риццо[5]
- Наташа Лю Бордиццо  — Ли
- Осрик Чау — Зу[5]
- Байрон Манн  — Чжи Хао[5]
- Джейн Иствуд  — Хелен
- Алекс Мендоса  — Зума
- Шон Патрик О’Рейли — Турман

## Награды и номинации

### Leo Awards
- Кифер О’Рейли — лучший исполнитель в анимационном фильме (победа)
- Шон Патрик О’Рейли — лучший режиссёр анимационного фильма (победа)
- Ленни Фигейредо — лучшая анимация (номинация)

## Критика
Обзорный сайт Cinema Crazed отмечает очевидные сюжетные заимствования из  «Аладдинa», «Семи самураев» и  «Волшебник страны Оз», а также высоко оценивает работы Пэттона Освальта и Рона Перлмана.
- Екатерина Пацера («Российская газета»): Самое важное, что есть в этом мультфильме — это яркие герои, которые учат дружбе, взаимопомощи и вере в добро[7].
- Том Кэссиди (Common Sense Media[англ.]): Режиссёр Шон Патрик О’Рейли снял множество жутких фильмов для детей, поэтому неудивительно, что в этом полнометражном фильме полно монстров. Но что может быть сюрпризом, так это то, насколько устрашающе выглядят некоторые герои истории[8].